# Beilingen
Beilingen là một xã ở huyện Bitburg-Prüm, trong bang Rheinland-Pfalz, phía tây nước Đức. Xã Beilingen có diện tích 4,31 km², dân số thời điểm ngày 31 tháng 12 năm 2006 là 373 người.